# 马格努斯七世
马格努斯·埃里克松（瑞典語：Magnus Eriksson，1316年—1374年12月1日）即瑞典国王马格努斯四世（1319年－1364年）以及挪威国王（包括冰島及格陵蘭）马格努斯七世（1319年－1355年）及斯科訥統治者（1332年－1360年）。他的政敵稱他為“Magnus Smek”（英語：Magnus the Caresser）。
將馬格努斯·埃里克松稱為馬格努斯二世是不正確的。瑞典皇室列出三名同名的瑞典國王都在他登位前統治瑞典。

## 生平
馬格努斯於1316年4月或5月期間出生在挪威。其父親是瑞典國王比爾耶爾·馬格努松的弟弟南曼蘭公爵埃里克·馬格努松，母親為挪威國王哈康五世之女英格堡·哈康斯多塔。

## 統治期間
1318年3月至4月期間，瑞典國王比爾耶爾·馬格努松被其父亲埃里克·馬格努松的支持者推翻，這些支持者於1319年7月8日選出年幼的馬格努斯·埃里克松成為瑞典國王，是为马格努斯四世。同年8月因为挪威国王哈康五世於當年5月逝世時並未留下子嗣，所以馬格努斯又以外孫的身份继承了挪威王位，是为马格努斯七世。馬格努斯由祖母荷爾斯泰因的海爾維格及母親英格堡·哈康斯多塔作為攝政統治兩國。1336年7月21日，馬格努斯作为挪威与瑞典的共主而在斯德哥尔摩正式加冕。挪威的貴族因此大為不滿，他們渴望有另一個正式加冕儀式於挪威舉行。
1335年，馬格努斯娶了那慕爾侯爵約翰一世與阿圖瓦的瑪莉（法國國王路易八世的後代）的女兒那慕爾的布蘭卡為妻。
但是他在挪威的统治并不顺利。1343年他与挪威贵族在瓦爾貝里达成协议，立年幼的次子哈康·马格努斯为挪威国王，是为哈康六世。但是他仍然担任摄政，直到1355年。同年，他还声明其去世后由其长子埃里克·馬格努斯將會继承瑞典王位。由于其税收政策引起一部分瑞典贵族的不满，于是在1356年，部分瑞典贵族就拥立其长子埃里克·马格努斯为瑞典国王（即埃里克十二世），发动叛乱。1359年，马格努斯·埃里克松与其儿子达成和解，双方共同统治瑞典。但是不久埃里克·马格努斯即死于黑死病。其次子，当时的挪威国王哈康六世于1362年继承了他哥哥的位置。

## 什利謝利堡和約
1323年8月12日，馬格努斯於什利謝利堡簽署了第一次瑞典與諾夫哥羅德之間的條約。諾夫哥羅德由莫斯科大公尤里·丹尼洛維奇代表簽署。該條約劃定的芬蘭人和卡累利阿人之間的勢力範圍，被認為是一個“永久和平”的方案，但馬格努斯與俄羅斯的關係並不和平。
1337年，信奉東正教的卡累利阿人和瑞典人之間的宗教衝突導致的瑞典攻擊普里奧焦爾斯克和維堡，當中不少諾夫哥羅德和拉多加的商人在那裡被屠殺。1339年，雙方以1323條約的舊條款簽署和約。在這個條約，瑞典人聲稱侵略者斯登等人私自攻擊，並沒有得到國王馬格努斯的同意。

## 禁止奴役（奴隸制）
1335年，馬格努斯禁止奴役（奴隸制）在西約特蘭的為“由基督徒父母出生”的奴隸，這是瑞典奴隸制仍然合法的最後部分。這結束了中世紀的瑞典奴隸制－雖然它只適用於瑞典的國境內，這為瑞典（在很久以後使用）於17世紀和18世紀的奴隸貿易留下了一個開放的缺口。

## 對諾夫哥羅德的十字軍東征
瑞典和諾夫哥羅德之間關係直到1348年都很安靜。1348年，當馬格努斯領導了反對諾夫哥羅德討伐，進軍至涅瓦河，沿著河邊強制部落改變宗教信仰，並突然第二次攻陷奧列霍夫要塞。諾夫哥羅德人在七個月的圍攻後，終於在1349年奪回要塞。馬格努斯只好撤退，在很大程度上因為在向西的回程中遇上瘟疫的蹂躪。雖然他在1351年花了很多努力搖旗吶喊的遊說在波羅的海附近的德國城市參與東征行動，但是他再也沒有再次進攻諾夫哥羅德。

## 考察格陵蘭
馬格努斯於1355年派出一艘船（或多艘船）到格陵蘭考察其西部和東部定居點。水手發現這些定居點完全是諾斯人和基督徒的據點。格陵蘭運載船（Groenlands Knorr）在格陵蘭與瑞典間往來運輸直到1369年當她下沉時，運載船顯然不曾更換。

## 丹麥入侵
1360年，丹麥國王瓦爾德馬四世征服了斯堪尼亞，並於翌年繼續出征哥特蘭。1361年7月27日，哥特蘭主城維斯比城外，雙方進行決戰。此戰結束了瓦爾德馬四世的全面勝利。馬格努斯曾給一封信警告維斯比的居民，並開始糾集部隊準備奪回斯堪尼亞。瓦爾德馬四世一直進行掠奪至同年8月再次返回丹麥。在1361年底或1362年初，維斯比的居民群起對抗瓦爾德馬四世留下的丹麥留守軍隊，並把他們殺掉。

## 被推翻及逝世
1363年，以博·瓊森為首的瑞典貴族議會成員抵達梅克倫堡王庭。他們因反對國王馬格努斯的一次叛亂而被驅逐出國。阿爾伯特在貴族們的要求及數名德意志諸侯的支持下入侵瑞典。一些漢薩城市和德國北部的諸侯表態支持新國王。斯德哥爾摩和卡爾馬因有大量來自漢薩同盟的民眾同時表示歡迎此次入侵。阿爾伯特於1364年2月18日宣布加冕為瑞典國王。馬格努斯被迫流亡挪威。其後於1374年死於一次船難。逝世前他仍統治冰島。

## 統治評價
儘管他統治期間有許多領土擴張，他的統治仍然被認為是瑞典皇室權力和整個瑞典衰落時期。外國像丹麥（在1340年復甦之後）和梅克倫堡進行的干預，而馬格努斯似乎無法反擊內部反對意見的出現。他被認為是一個軟弱的國王，並因為給予他的寵臣太多權力而受到批評。
馬格努斯年輕時最喜歡的朝臣是本特·阿爾戈特松，馬格努斯將他晉升為芬蘭及哈蘭公爵，以及斯科訥總督。因為當時同性戀是一種致命的罪惡和受到強烈的蔑視，所以他的敵人將關於國王與阿爾戈特松的愛情關係以及其他色情惡作劇的謠言傳播開去，特別是一些提到聖彼濟達的神秘幻象的貴族。聖彼濟達和這些指控導致馬格努斯在後人身上被賦予了馬格納斯·韋爾斯“Magnus Smek”（Magnus Caress）的綽號，並給他帶來了很多傷害，但在歷史資料中並沒有事實依據。另一個角度是，“Caress”這綽號與同性戀的指控是毫無關係，但由於他所謂的愚蠢和天真而被冠上這稱號，因為當時“smek”是當時一種推斷出這種弱點的侮辱。
俄羅斯人寫了一份據稱是馬格努斯的自傳，稱為馬格努斯遺囑（Rukopisanie Magnusha），該傳記被記載在諾夫哥羅德創作的索菲亞第一編年史，它聲稱馬格努斯事實上並沒有淹死在海上，而是看到了他自己個人的錯誤並因此轉為改奉東正教，成為在卡累利阿的諾夫哥羅德修道院的修道士。該傳記是杜撰的。